# Zypressengewächse
Die Zypressengewächse (Cupressaceae) bilden eine Pflanzenfamilie in der Ordnung der Koniferen (Coniferales).
Zypressengewächse (Cupressaceae s. l.) umfassen auch die früher oft als eigenständige Familie betrachteten Sumpfzypressengewächse (Taxodiaceae). Innerhalb der Koniferen sind die Cupressaceae die einzige Familie, die – bis auf die Antarktis – auf allen Kontinenten und in beiden Hemisphären der Erde vorkommt. Die Cupressaceae weisen innerhalb der Koniferen die meisten Gattungen auf. Allerdings gehören nur 133 rezente Arten zu dieser Familie. Zahlreichen Gattungen wird nur eine Art zugeordnet.

## Beschreibung

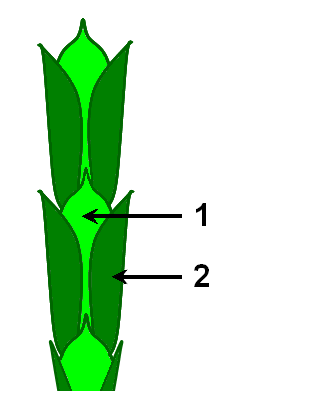
Flächenblatt (1) und Kantenblatt (2) (schematisch)

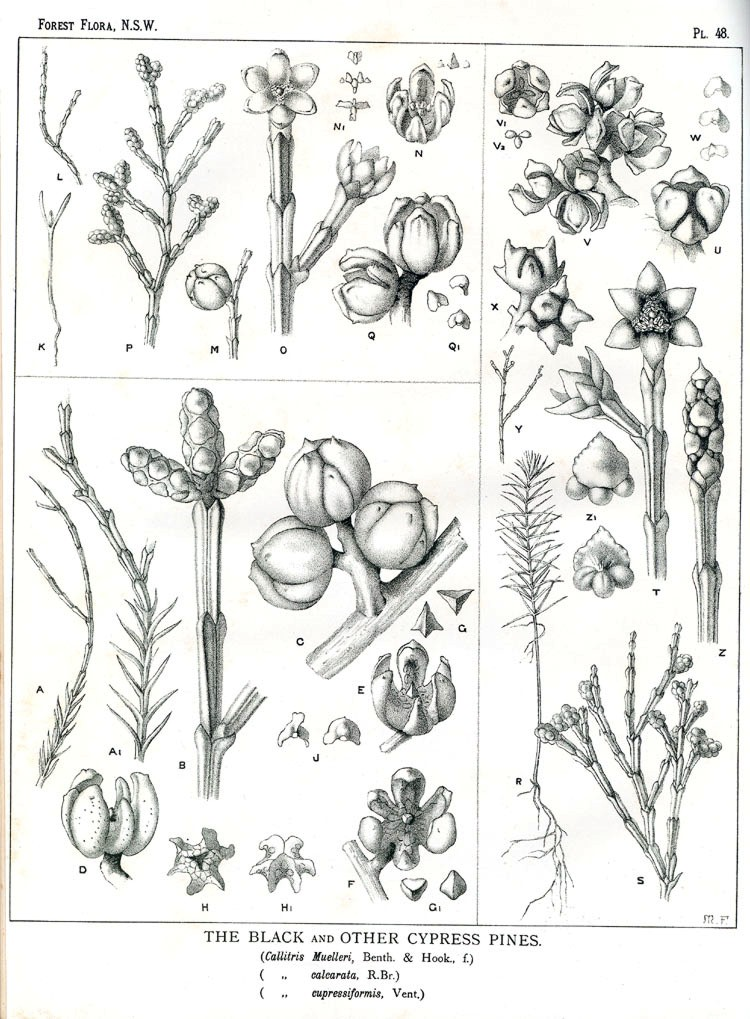
Illustration aus Forest Flora NSW, Tafel 48 von Callitris-Arten

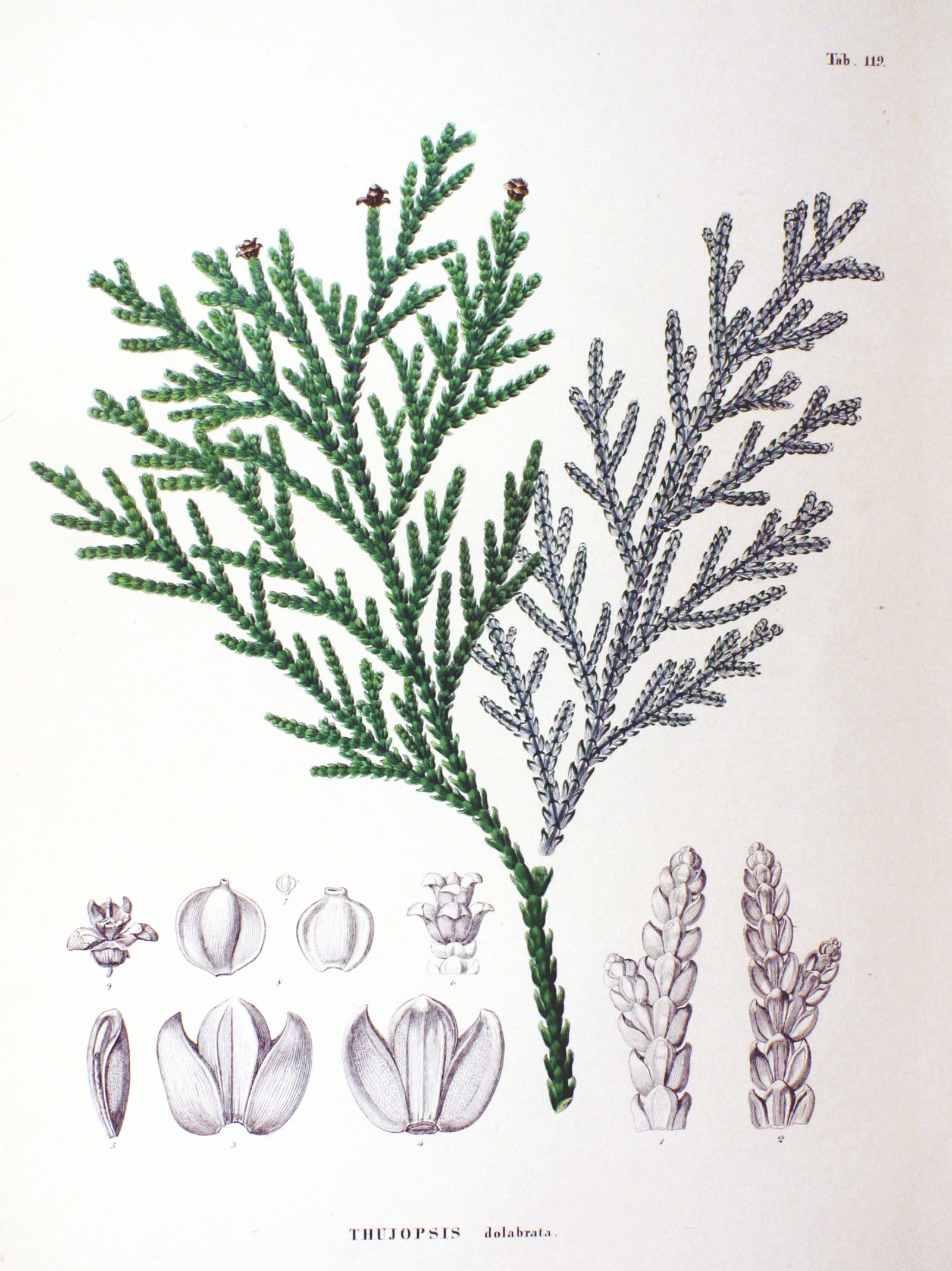
Illustration aus Flora Japonica, Sectio Prima (Tafelband), 1870 von Thujopsis dolabrata

### Vegetative Merkmale
Es sind immer verholzende Pflanzen, die als Bäume oder Sträucher wachsen.
Ein gemeinsames Kennzeichen sind die Blattorgane, die als Nadel- oder Schuppenblätter ausgebildet sind.  Oft sind junge Triebe völlig von den kreuzweise gegenständigen oder wirtelig angeordneten, schuppenförmigen Blattorganen verdeckt. Dabei werden die seitlich liegenden Kantenblätter von den an der Ober- und Unterseite liegenden Flächenblättern unterschieden (siehe schematische Darstellung). Flächen- und Kantenblätter können sich sowohl in Größe als auch in Form unterscheiden. Keimlinge haben zwei bis fünf Keimblätter (Kotyledone), bei Taxodium sind es bis zu neun Keimblätter.

### Generative Merkmale
Sie sind immer getrenntgeschlechtig; meistens einhäusig (monözisch); die Wacholder (Juniperus) bilden eine Ausnahme und sind zweihäusig (diözisch).
Es werden 1 bis 20 Samen pro Zapfen gebildet. Die Samen haben meist keine Flügel, es gibt auch Taxa mit zwei bis drei Flügeln am Samen.

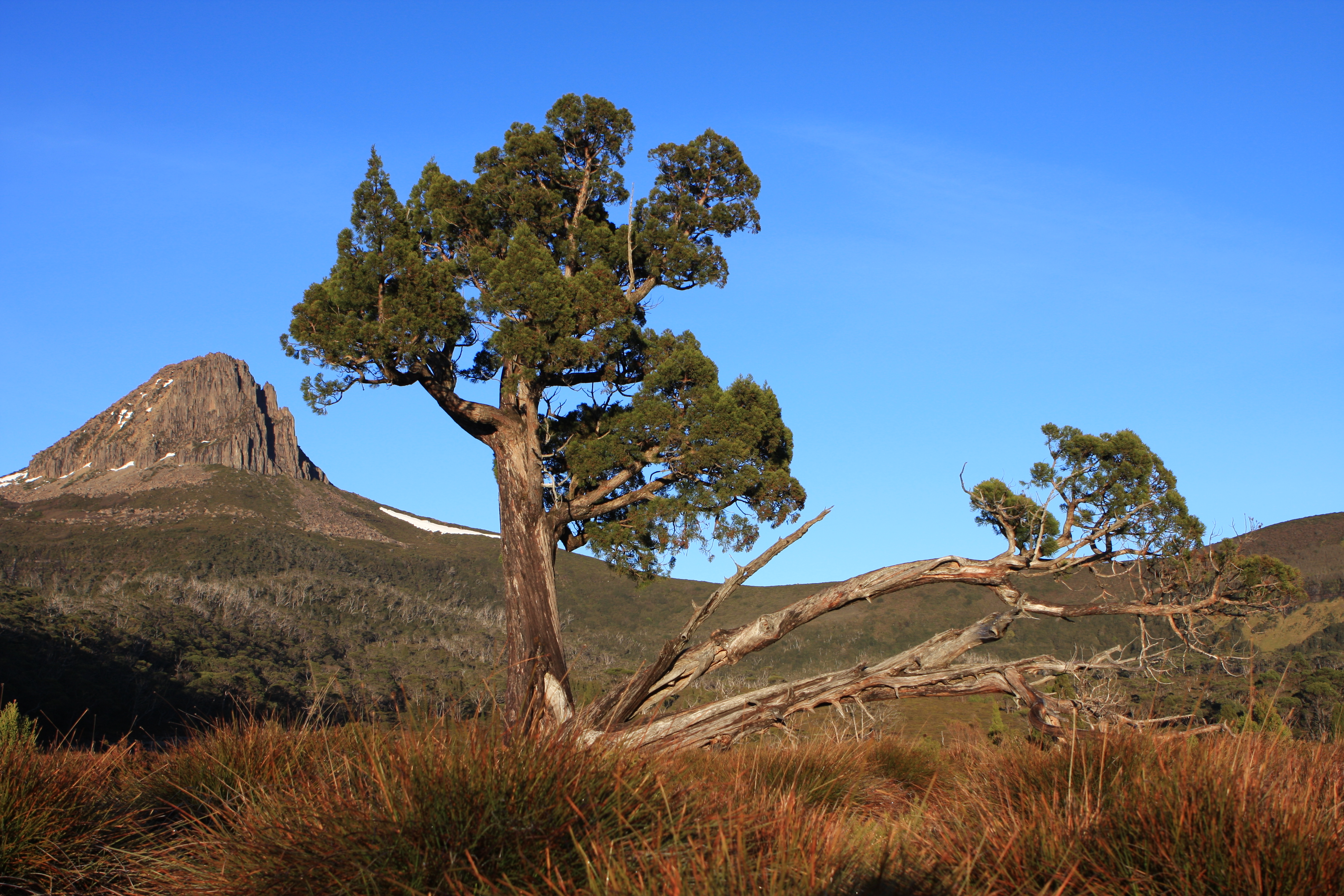
Unterfamilie Athrotaxidoideae: Gezähnte Schuppenfichte (Athrotaxis cupressoides)

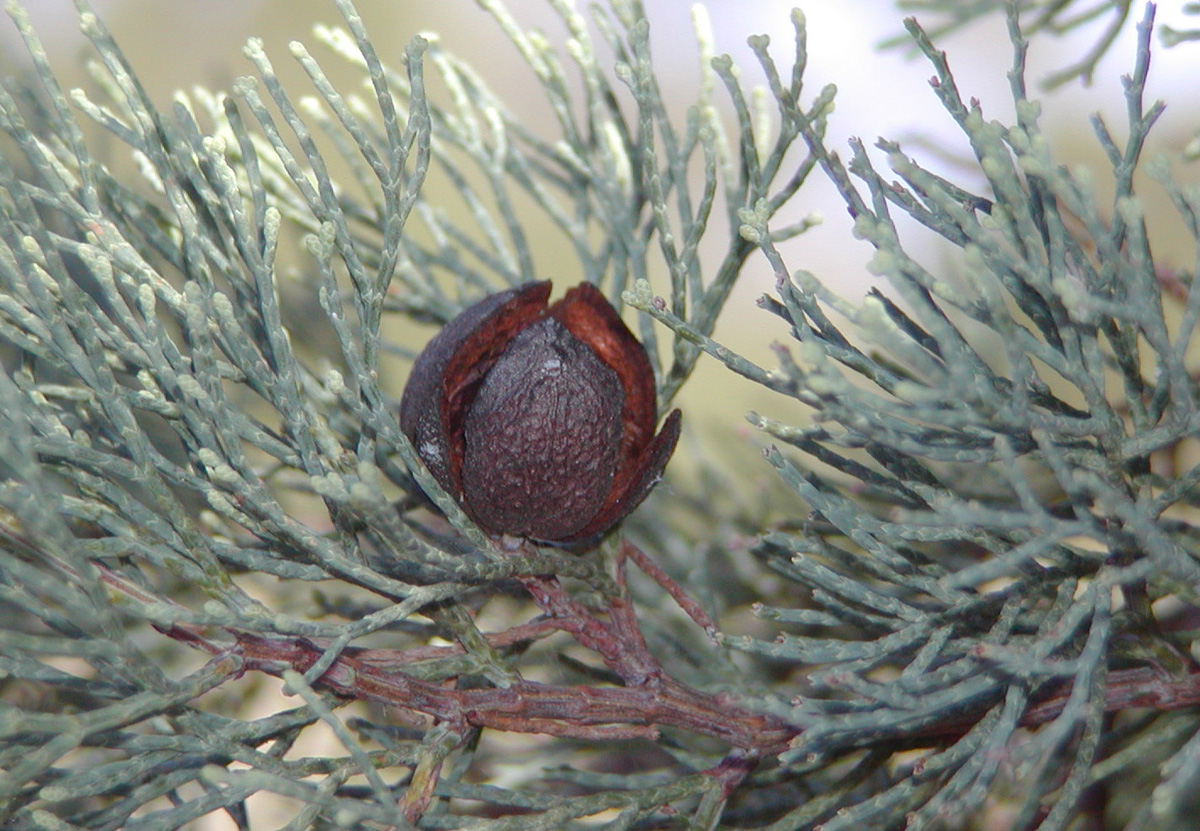
Unterfamilie Callitroideae: Callitris columellaris

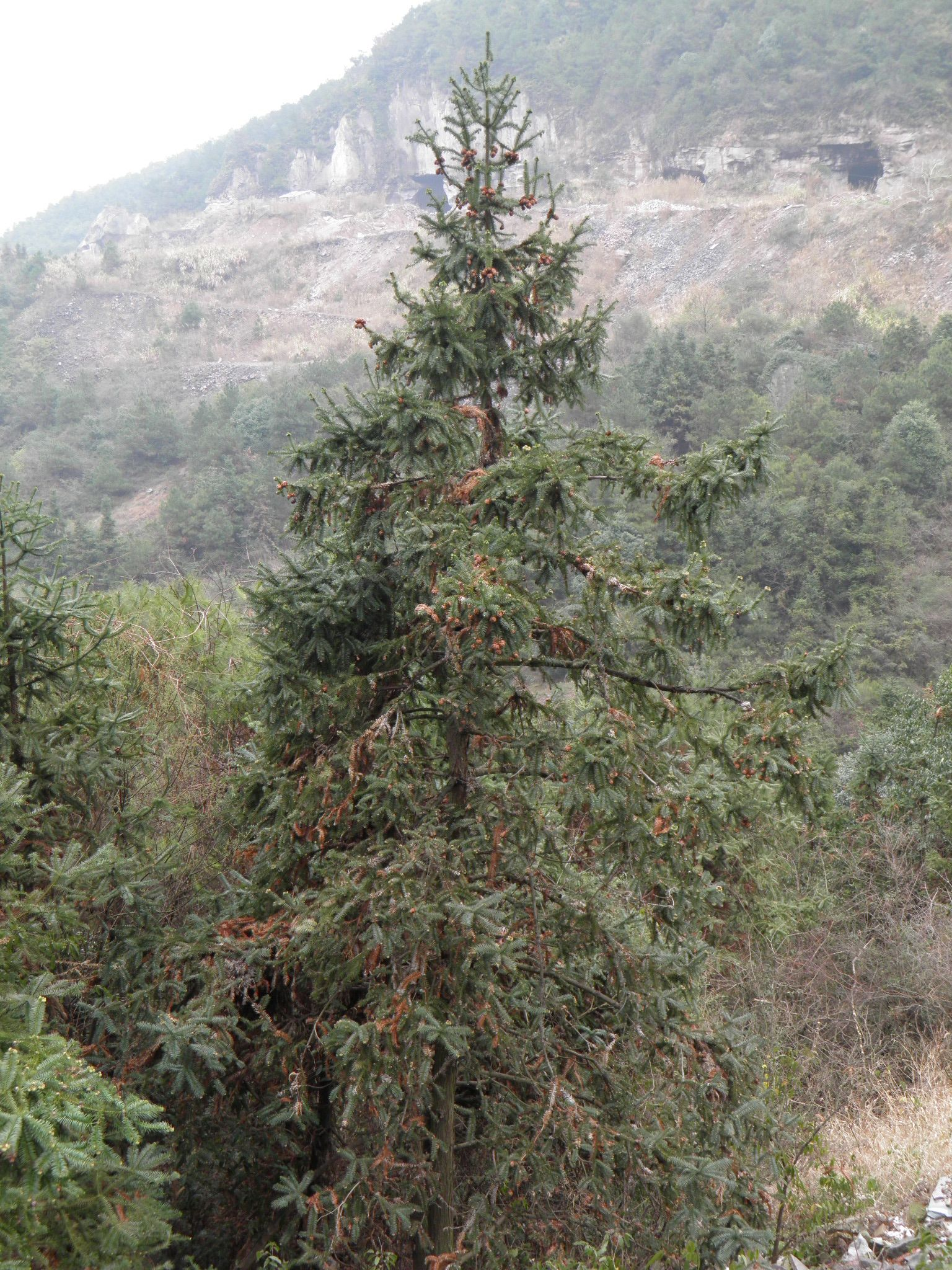
Unterfamilie Cunninghamioideae: Chinesische Spießtanne (Cunninghamia lanceolata)

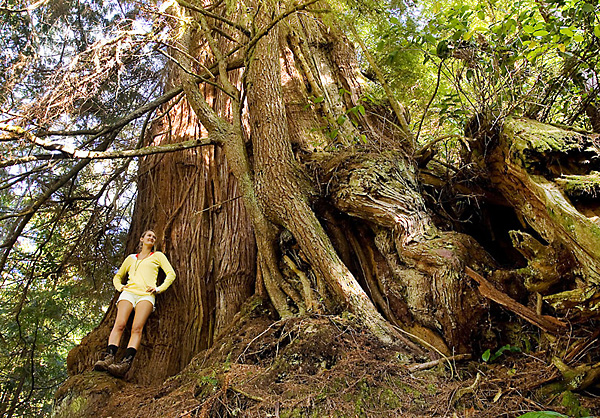
Unterfamilie Cupressoideae: Riesen-Lebensbaum (Thuja plicata)

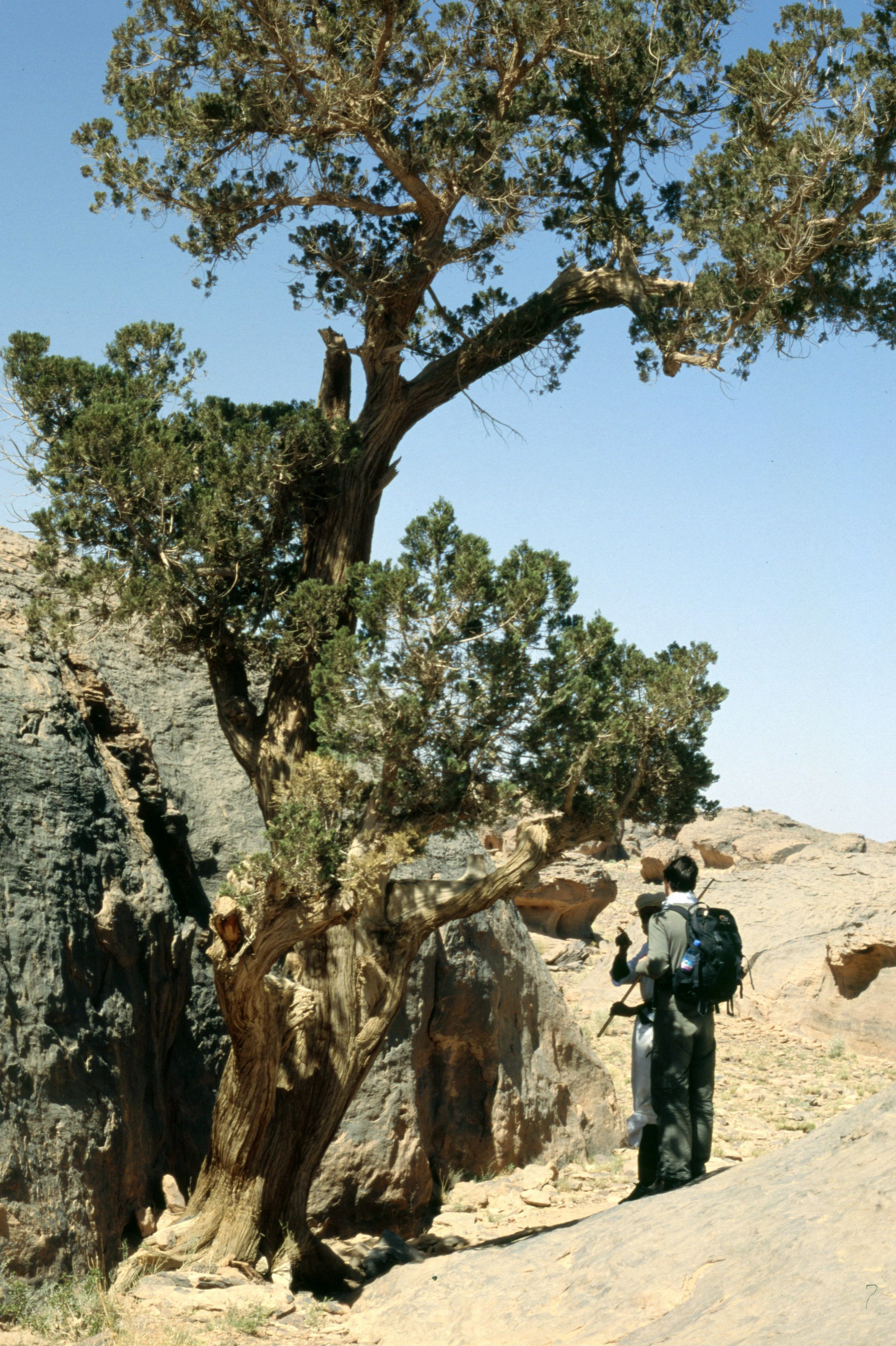
Unterfamilie Cupressoideae: Cupressus dupreziana in Tassili n'Ajjer

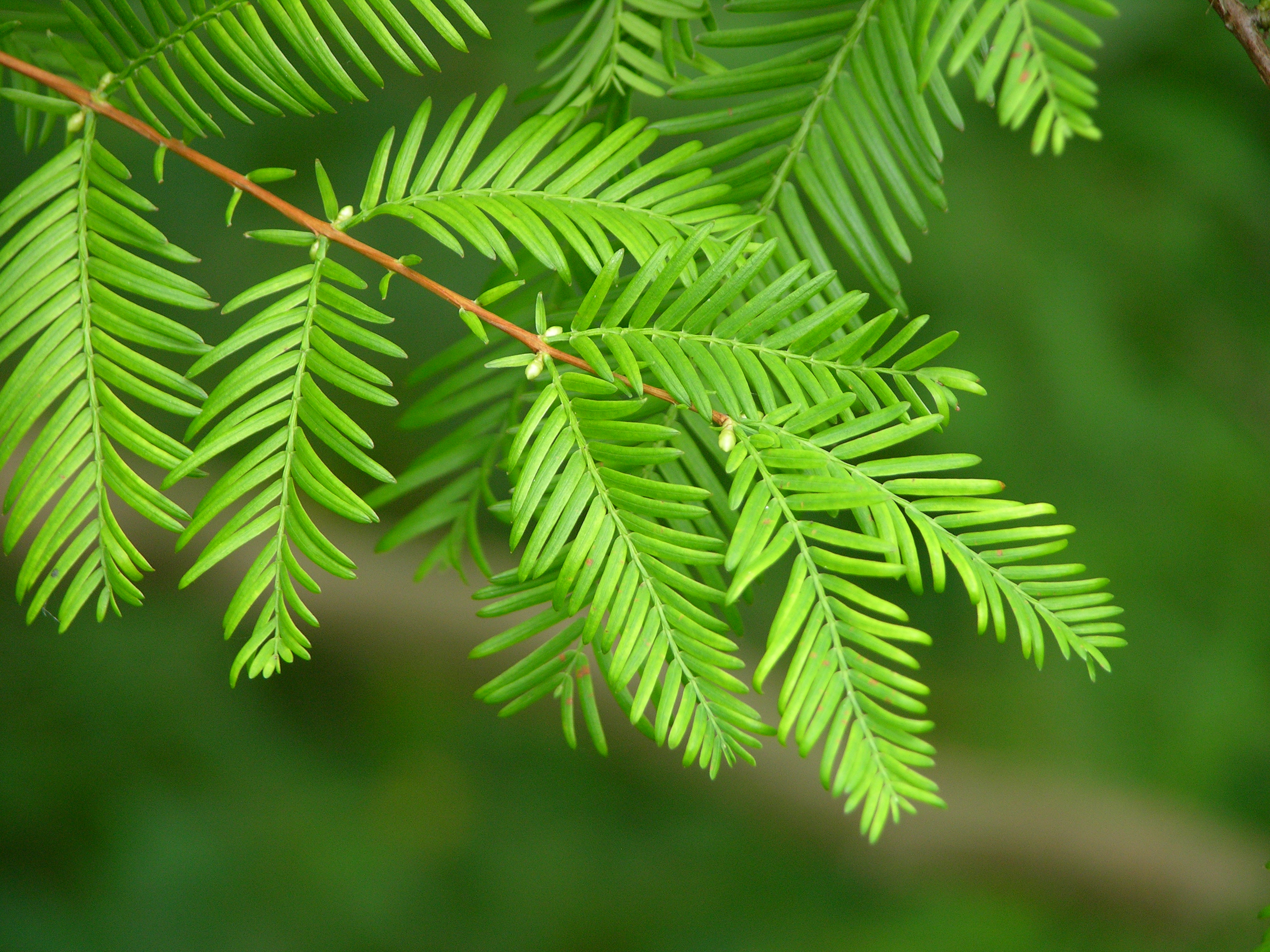
Unterfamilie Sequoioideae: Urweltmammutbaum (Metasequoia glyptostroboides)

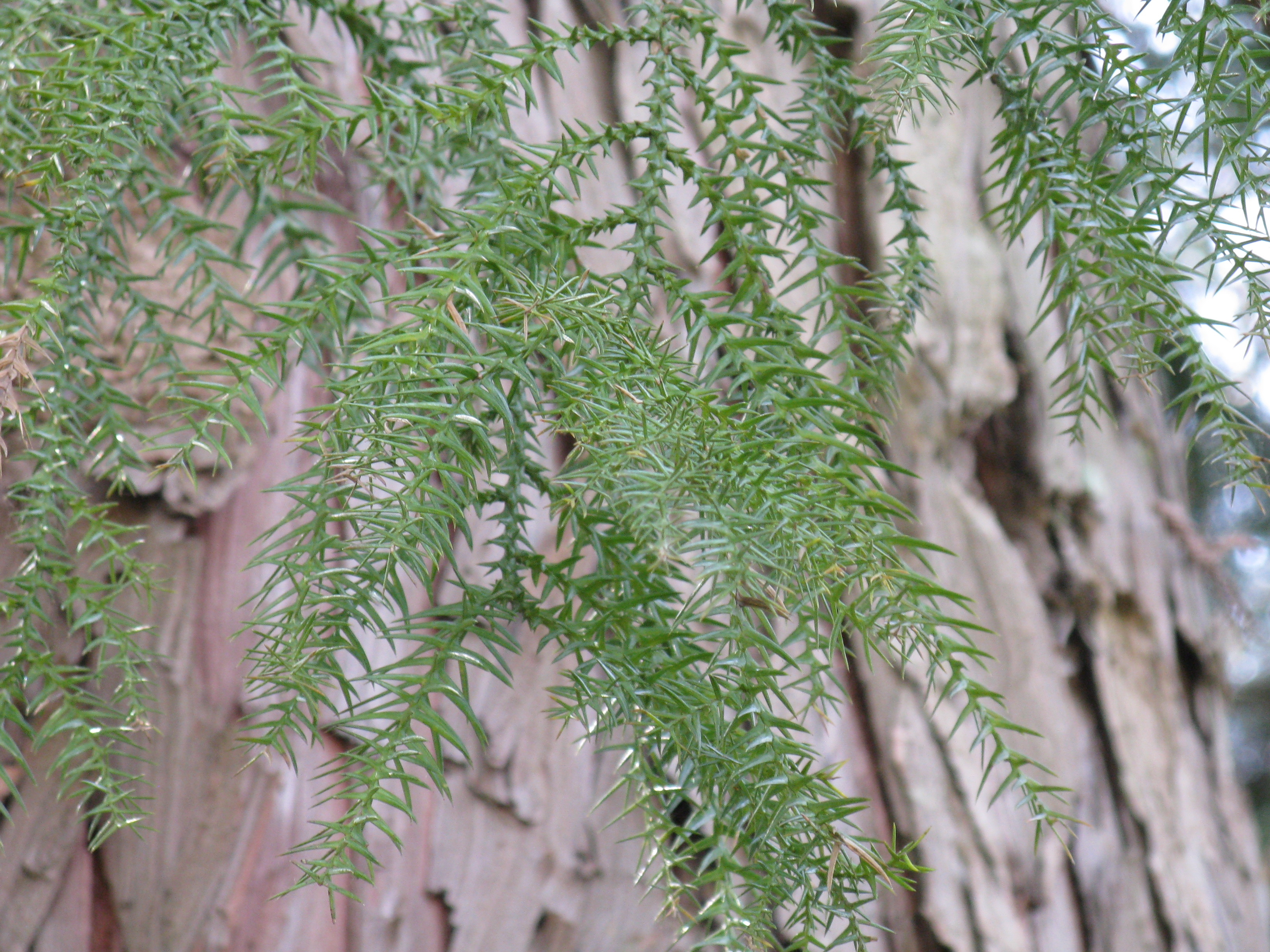
Unterfamilie Taiwanioideae: Taiwanie (Taiwania cryptomerioides)

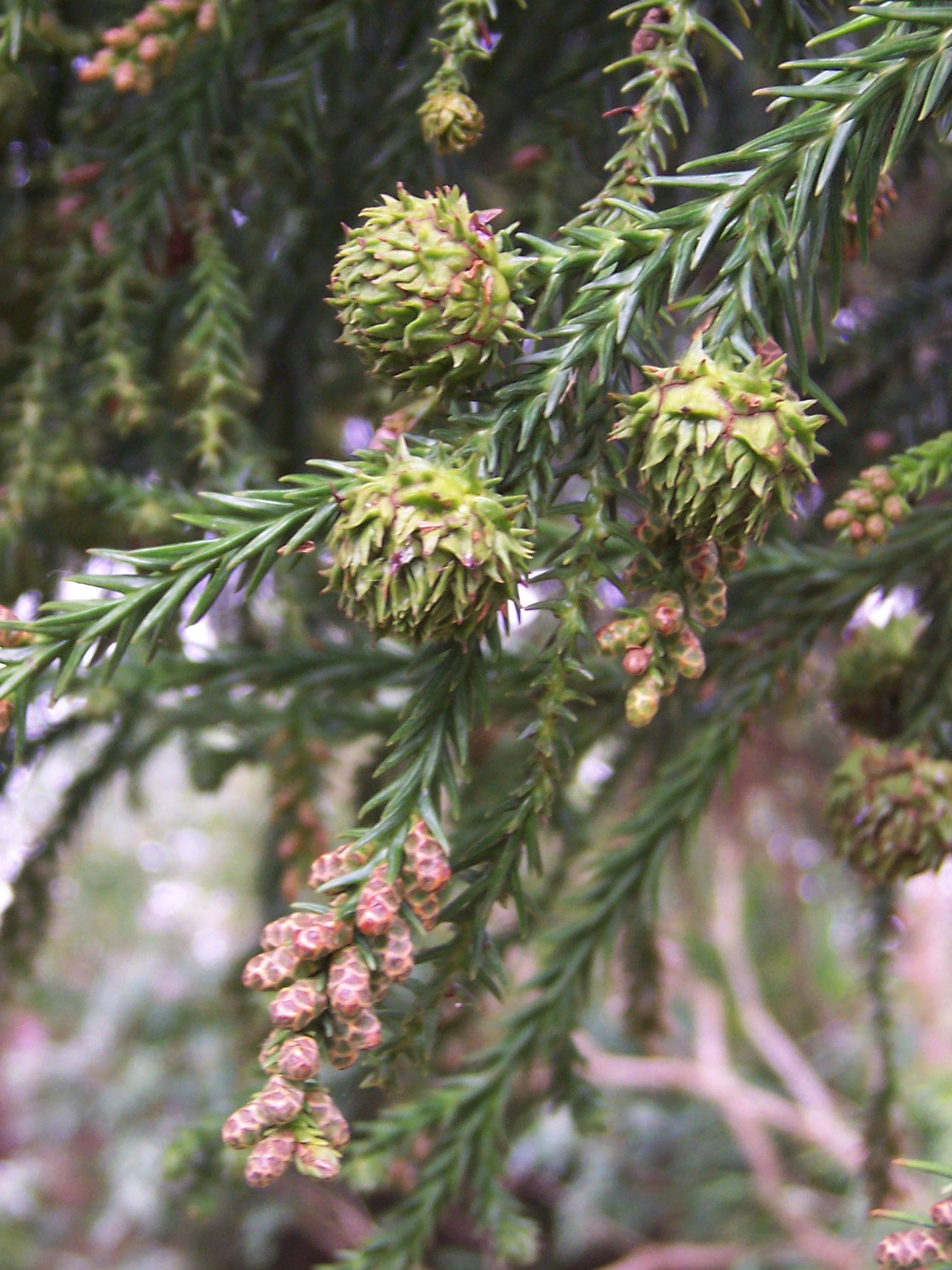
Unterfamilie Taxodioideae: Sicheltanne (Cryptomeria japonica) mit männlichen und weiblichen Zapfen

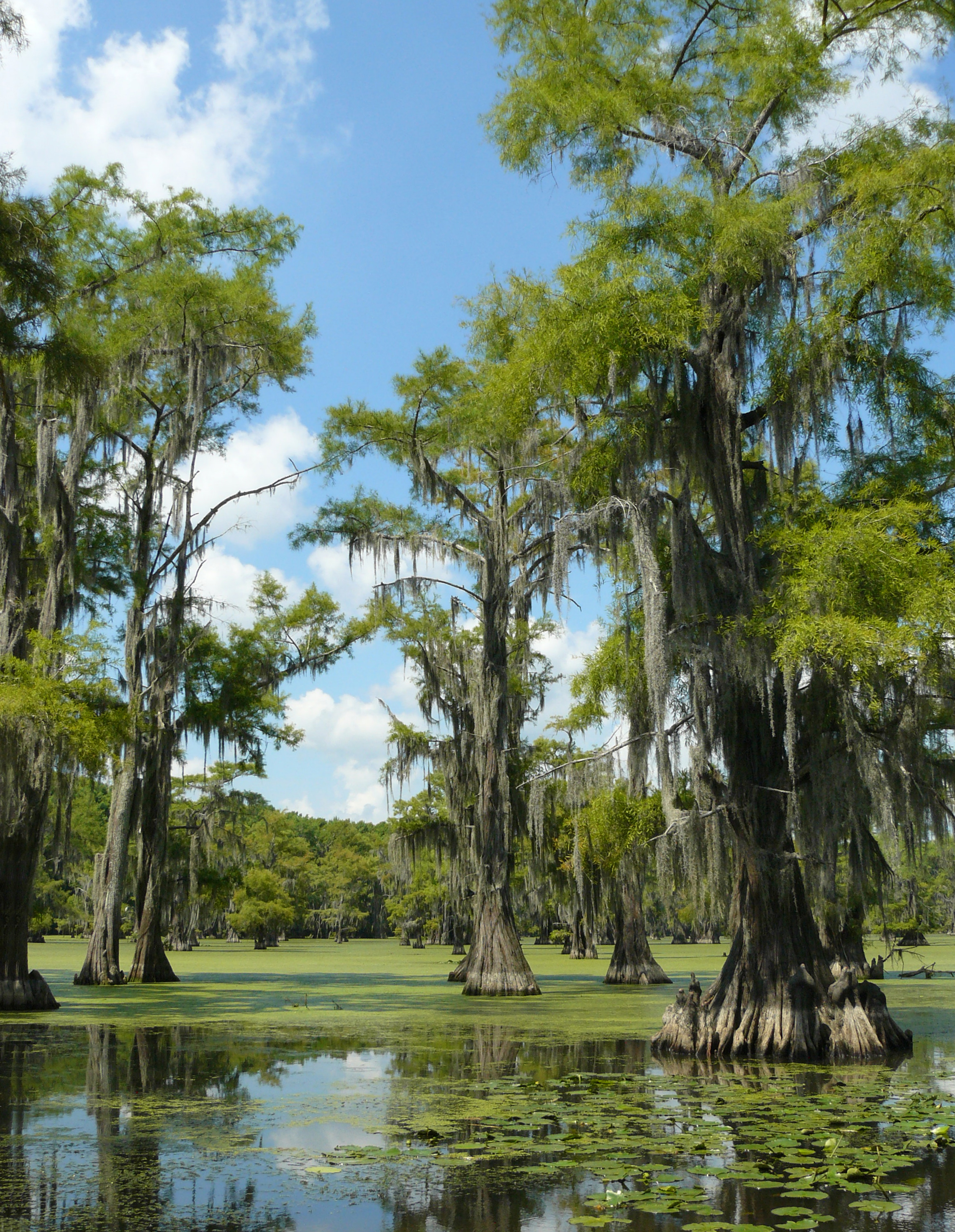
Unterfamilie Taxodioideae: Echte Sumpfzypresse (Taxodium distichum)

## Lebensraum
Die Arten, die in der Familie der Cupressaceae zusammengefasst sind, kommen mit sehr unterschiedlichen Lebensraumbedingungen zurecht. Einige Gattungen wie etwa die Thuja und die Sequoia präferieren feuchte Lebensräume in Küstengebieten. Chamaecyparis und Taiwania kommen dagegen in hochgelegenen Monsunwäldern vor. Einige Juniperus-Arten kommen auch mit regenarmen Bedingungen zurecht. Cupressus dupreziana kommt sogar im Tassili-n’Ajjer-Massiv in der Zentralsahara Algeriens  vor. Sie bilden dort zusammen mit Sahara-Myrte einen lichten Baumbestand, 300 km von dem nächsten Baumvorkommen entfernt. Je nach Quelle gibt es an diesem einzigen Standort nur noch 153 bis 213 Individuen. Die wenigen Exemplare sind Teil des UNESCO-Weltnaturerbes Tassili n’Ajjer und stark vom Aussterben bedroht.

## Systematik
Die Familie Cupressaceae wurde 1822 durch John Edward Gray in A Natural Arrangement of British Plants, 2, Seiten 222, 225 aufgestellt. Ein Homonym ist Cupressaceae Rich. et Bartling, dieser Name wurde 1830 durch Louis Claude Marie Richard in Friedrich Gottlieb Bartling: Ordines Naturales Plantarum eorumque characteres et affinitates adjecta generum enumeratione  veröffentlicht. Typusgattung ist Cupressus L. Synonyme für Cupressaceae Grey nom. cons. sind: Actinostrobaceae Lotsy, Arceuthidaceae A.V.Bobrov & Melikyan, Athrotaxidaceae Nakai nom. inval., Athrotaxidaceae Doweld, Callitridaceae Seward, Cryptomeriaceae Hayata, Cryptomeriaceae Gorozh., Cunninghamiaceae Zucc., Cunninghamiaceae Siebold & Zucc., Diselmaceae A.V.Bobrov & Melikyan, Fitzroyaceae A.V.Bobrov & Melikyan, Juniperaceae J.Presl & C.Presl, Libocedraceae Doweld, Limnopityaceae Hayata, Metasequoiaceae Hu & W.C.Cheng, Metasequoiaceae Miki ex Hu & W.C.Cheng, Microbiotaceae Nakai, Neocallitropsidaceae Doweld, Pilgerodendraceae A.V.Bobrov & Melikyan, Platycladaceae A.V.Bobrov & Melikyan, Sequoiaceae C.Koch ex Luerss., Taiwaniaceae Hayata, Taxodiaceae Saporta nom. cons., Tetraclinaceae Hayata, Thujaceae Burnett, Thujopsidaceae Bessey, Widdringtoniaceae Doweld.
Cupressaceae sind eine sehr alte Pflanzengruppe: Es gibt Fossilfunde von Cupressaceae ab dem Jura, und molekulargenetische Daten (genetische Distanzen) können mit einigen dieser Fossilien kalibriert werden, wodurch die biogeographische Geschichte der Familie detailliert nachvollzogen werden kann.
In der Familie der Zypressengewächse (Cupressaceae) gibt es je nach Autor fünf oder sieben Unterfamilien mit etwa 29 Gattungen und etwa 142 Arten; viele Gattungen (17) sind monotypisch, bestehen also nur aus einer Art:
- Unterfamilie Athrotaxidoideae Quinn: Sie enthält nur eine Gattung:
  - Schuppenfichten (Athrotaxis D.Don): Die etwa drei Arten kommen nur in Tasmanien vor.[6]
- Unterfamilie Callitroideae Saxton: Sie enthält fünf bis zehn Gattungen (der Umfang der Gattungen wird kontrovers diskutiert[7]):
  - Actinostrobus Miq.: Sie von manchen Autoren auch zur Gattung Callitris gestellt werden.[6] Die etwa drei Arten kommen nur im australischen Bundesstaat Western Australia vor.[7]
  - Austrocedrus Florin & Boutelje): Sie enthält nur eine Art:[7]
    - Chilezeder (Austrocedrus chilensis (D.Don) Pic.Serm. & Bizzarri: Sie gedeiht in den Bergen nur im zentralen und im südlich-zentralen Chile und im südwestlichen Argentinien vor.[6][7]

  - Schmuckzypressen (Callitris Vent.): Die  Arten sind in Australien und Neukaledonien verbreitet.[6] Die 15 bis 19 Arten kommen in allen australischen Bundesstaaten und in Neukaledonien vor.[7]
  - Diselma Hook. f.: Sie enthält nur eine Art:[6][7]
    - Diselma archeri Hook. f.: Dieser Endemit gedeiht in Höhenlagen von 550 bis 1400 Metern nur im westlichen Tasmanien.[6][7]

  - Fitzroya Hook. f. ex Lindl.: Sie enthält nur eine Art:[6][7]
    - Patagonische Zypresse oder Alerce (Fitzroya cupressoides (Molina) I.M.Johnst.): Sie kommt nur im südlichen Chile (nur in der Región de los Lagos) und im südwestlichen Argentinien, also in Nordpatagonien vor.[6]

  - Libocedrus Endl.: Die seit 2012 sechs[7] Arten kommen in Neuseeland (zwei endemische Arten), Neukaledonien[6] (seit 2012 drei endemische Arten), südlichen Chile bis südlichen Argentinien (eine Arten) vor.[7][8]
  - Neocallitropsis Florin}: Sie enthält nur eine Art:
    - Neocallitropsis pancheri (Carrière) de Laub. (Syn.: Neocallitropsis araucarioides (Compton) Florin): Sie wird von manchen Autoren auch als Callitris pancheri (Carrière) Byng zur Gattung Callitis gestellt.[6] Sie gedeiht in wenigen kleinen Populationen entlang von Fließgewässern über Serpentingestein nur in Neukaledonien.[7]

  - Papuacedrus H.L.Li: Sie enthält nur eine Art:
    - Papuacedrus papuana (F.Muell.) H.L.Li: Die seit 1995 zwei Varietäten kommen auf den Molukken und in Neuguinea vor.[6][7]

  - Pilgerodendron Florin: Sie enthält nur eine Art:[6]
    - Chilenische Flusszeder (Pilgerodendron uviferum (D.Don) Florin): Sie kommt vom südlichen Argentinien bis südlichen Chile vor.[6] Sie gehört seit 2012[8] zu Libocedrus.[7]

  - Widdringtonia Endl.: Die vier[7] bis sieben Arten kommen vom südlichen tropischen Afrika bis ins südlichen Afrika (Malawi, Mosambik, Simbabwe sowie Südafrika[7]) vor.[6]
- Unterfamilie Cunninghamioideae (Sieb. & Zucc.) Quinn: Sie enthält nur eine Gattung mit zwei Varietäten:
  - Spießtanne (Cunninghamia R.Br.): Die zwei Varietäten kommen im südlichen China, in Taiwan, Laos und Vietnam vor.[6]
- Unterfamilie Cupressoideae Rich. ex Sweet: Sie enthält seit 2011 nur noch zehn Gattungen:
  - Weihrauchzedern (Calocedrus Kurz): Die etwa vier Arten kommen vom südlichen China und Taiwan bis zum nördlichen Indochina und von Oregon bis ins nordwestliche Mexiko vor.[6]
  - Scheinzypressen (Chamaecyparis Spach): Die etwa fünf Arten kommen in Japan, Taiwan und in den westlichen und den östlichen Vereinigten Staaten vor.[6]
  - Zypressen (Cupressus L. s. l., Syn.: Xanthocyparis Farjon & T.H.Nguyên, Hesperocyparis Bartel & R.A.Price, Neocupressus de Laub., Callitropsis Oerst.): Sie wird in vier Untergattungen gegliedert. Die etwa 25 Arten sind in der Alten und Neuen Welt verbreitet.[7]
  - Fokienia A.Henry & H.H.Thomas: Sie enthält nur eine Art:[6]
    - Fujian-Zypresse (Fokienia hodginsii (Dunn) A.Henry & H.H.Thomas): Sie kommt in Laos, Vietnam und im südlichen China vor.[6]

  - Wacholder (Juniperus L.): Die 67 bis 75 Arten kommen in den subarktischen bis gemäßigten Gebieten Eurasiens, in den Gebirgen des tropischen Afrika, auf Karibischen Inseln und von Nordamerika über Mexiko bis Guatemala vor.[6]
  - Microbiota Kom.: Sie enthält nur eine Art:[6]
    - Sibirischer Zwerglebensbaum oder Fächerwacholder (Microbiota decussata Kom.): Dieser Endemit kommt nur im nördlichen Teil der Region Primorje vor.[6]

  - Platycladus Spach: Sie enthält nur eine Art:[6]
    - Morgenländischer Lebensbaum (Platycladus orientalis (L.) Franco): Er kommt ursprünglich in Russlands Fernem Osten, in China und Korea vor.[6]

  - Tetraclinis Mast.: Sie enthält nur eine Art:
    - Sandarakbaum oder Gliederzypresse (Tetraclinis articulata (Vahl) Mast.): Er kommt in Marokko, Algerien, Tunesien, Libyen, Malta und im spanischen Cartagena vor.[6]

  - Lebensbäume (Thuja L.): Die etwa fünf Arten kommen in China, Japan, Korea und von Alaska bis Kanada und den Vereinigten Staaten vor.[6]
  - Thujopsis Siebold & Zucc. ex Endl.: Sie enthält nur eine Art:[6]
    - Hiba-Lebensbaum (Thujopsis dolabrata (L. f.) Siebold & Zucc.: Er kommt in zwei Varietäten in Japan vor.[6]
- Unterfamilie Mammutbäume (Sequoioideae (Luerss.) Quinn): Sie enthält drei Arten in drei monotypischen Gattungen:
  - Sequoia Endl.: Sie enthält nur eine Art:[6]
    - Küstenmammutbaum (Sequoia sempervirens (D.Don) Endl.): Er kommt im westlichen Nordamerika nur vom südwestlichen Oregon bis westlichen Kalifornien vor.[6]

  - Sequoiadendron J.Buchholz: Sie enthält nur eine Art:[6]
    - Riesenmammutbaum (Sequoiadendron giganteum (Lindl.) J.Buchholz): Er gedeiht nur in der Sierra Nevada in Kalifornien.[6]

  - Metasequoia Hu & W.C.Cheng: Sie enthält nur eine Art:[6]
    - Urweltmammutbaum (Metasequoia glyptostroboides Hu & W.C.Cheng): Er kommt in den chinesischen Provinzen Chongqing, Hubei sowie Hunan vor.[6]
- Unterfamilie Taiwanioideae (Hayata) Quinn: Sie enthält nur eine Gattung:
  - Taiwania Hayata: Sie enthält nur eine Art:[6]
    - Taiwanie (Taiwania cryptomerioides Hayata): Sie kommt in Taiwan, China, Vietnam und Myanmar vor.[6]
- Unterfamilie Taxodioideae Endl. ex K.Koch: Sie enthält drei Gattungen:
  - Cryptomeria D.Don: Sie enthält nur eine Art:[6]
    - Sicheltanne oder Sugi (Cryptomeria japonica (Thunb. ex L. f.) D.Don): Sie kommt im zentralen bis südlichen Japan vor.[6] Sie ist in manchen Gebieten ein Neophyt.[6]

  - Glyptostrobus Endl.: Sie enthält nur eine Art:[6]
    - China-Zypresse oder Wasserfichte (Glyptostrobus pensilis (Staunton ex D.Don) K.Koch): Sie kommt in zentralen Laos, Vietnam und im südlichen China vor.[6]

  - Sumpfzypressen (Taxodium Rich.): Sie enthält nur zwei Arten, die aber von manchen Autoren auch als zwei Varietäten einer Art aufgefasst werden. Das Verbreitungsgebiet reicht von den zentralen sowie südöstlichen USA über Mexiko bis Guatemala.[6]